# William James Beal

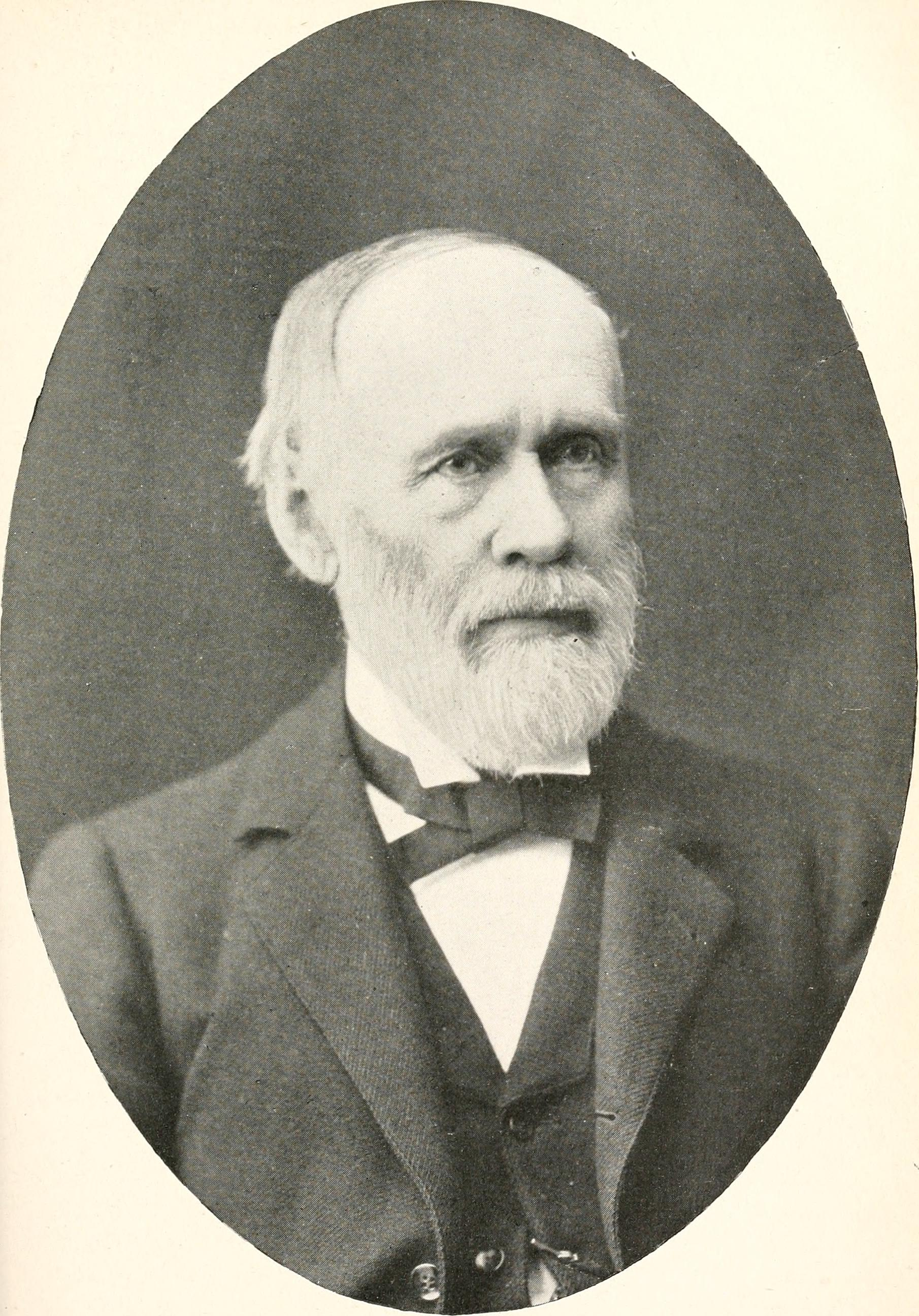
William James Beal

William James Beal (* 11. März 1833 in Adrian (Michigan); † 12. Mai 1924 in Amherst (Massachusetts)) war ein US-amerikanischer Botaniker und Agrostologe. Er war ein Pionier bei der Entwicklung von Hybrid-Korn und Gründer des W. J. Beal Botanical Garden auf dem Campus der Michigan State University. 
Sein botanisches Autorenkürzel lautet „Beal“.

## Werdegang
Seine Eltern waren William und Rachel (Comstock) Beal. 1863 heiratete er Hannah (1837–1909), die Tochter von Ann und John Proud aus Rollin Township (Michigan). Ihre Tochter Jessie heiratete 1896 Ray Stannard Baker. 
Beal studierte an der University of Michigan, wo er 1859 den Bachelor of Arts und 1862 den Master of Arts erwarb. An der  Harvard University folgte 1865 der Scientiæ Baccalaureus und zehn Jahre später der Master of Science an der University of Chicago. Dabei hatte er von 1858 bis 1861 an der Friends Academy in Union Springs Naturwissenschaften unterrichtet. 
Von 1868 bis 1870 war er Professor der Botanik an der University of Chicago, und danach bis 1910 am Michigan Agricultural College (MAC; heute Michigan State University), wo er auch 1882–1903 als Kurator des Museums diente. Ab 1889 war er für drei Jahre Direktor der Forestry Commission. 
1872 hatte er auf zwei Hektar einen botanischen Garten angelegt, zu seinen Lebzeiten bekannt als Wild Garden. 1874 folgte ein Arboretum. Mit Rolla C. Carpenter begründete er 1887 Collegeville, das heutige East Lansing.
1879 startete er ein Keimungs-Experiment. Er wollte wissen, wie lange Samen in der Erde liegen und danach immer noch keimen können. Beal füllte in 20 Flaschen von 21 Unkräutern jeweils 50 Samen, gemischt mit etwas feuchtem Sand. Die Flaschen vergrub er in einer sandigen Kuppe seines Gartens. Er plante, alle fünf Jahre eine Flasche auszugraben und die Keimfähigkeit der Samen zu testen. Nach Beals Pensionierung übernahm Henry T. Darlington das Experiment, der die Periode auf zehn Jahre erhöhte. 1990 wurde sie auf 20 Jahre erhöht. Die Überlebensdauer der Samen von Roggen-Trespe erreichte nicht einmal die ersten fünf Jahre, Vogelmiere kam auf zwanzig Jahre und die die Gemeine Nachtkerze ließ sich sogar nach achtzig Jahren wiederbeleben. Bei Frank W. Telewski keimte die Hälfte der Samen der Schaben-Königskerze im Jahr 2000 noch. Die Qualität des Saatguts vorher nicht zu testen, hatte Beal bald als Fehler erkannt. Als weiteren Fehler erkannte er das Mischen der Samen. Das Experiment wird im 22. Jahrhundert abgeschlossen sein. Joseph William Tell Duvel führte ab 1902 über 39 Jahre ein ähnliches Experiment mit mehr als 100 Arten durch.

## Publikationen
- The New Botany: A Lecture on the Best Method of Teaching the Science; 1882
- The Vitality of Seeds Buried in the Soil; 1885
- The New Botany, Grasses of North America
- History of Michigan Agricultural College
- A Brief Account of the Botanic Garden of the Michigan State Agricultural College, September 1882
- Replies to questions about grasses; 1886
- Lessons on growing forest trees; 1886
- Why Not Plant a Grove?; 1889
- mit Charles Fay Wheeler: Michigan Flora : prepared for the 30. annual report of the secretary of the State Board of Agriculture; 1892
- Hints for Beginners in Botany: By the Inductive Method; 1896
- mit Marie B. Ferrey: Old Seals and State Seals of Michigan; 1900
- Autobiografie: Pioneer life in Southern Michigan in the thirties; In: Michigan Historical Collections; Band 32; S. 236[2]